# Iridophanes
Iridophanes is een monotypisch geslacht van zangvogels uit de familie Thraupidae (tangaren):
- Iridophanes pulcherrimus  – Geelkraagtangare